# 1I/ʻOumuamua
1I/ʻOumuamua (/oʊˈmuːəˈmuːə/ⓘ anteriormente A/2017 U1 y C/2017 U1) es un objeto interestelar que presenta una trayectoria que atraviesa el sistema solar.
Fue descubierto en una órbita altamente hiperbólica por Robert Weryk el 19 de octubre de 2017 con observaciones hechas por el telescopio Pan-STARRS cuando el objeto estaba a 0.2 UA (30 000 000 km) de la Tierra. Inicialmente se pensó que era un cometa (clasificado como C/2017 U1), pero al observar que no tenía actividad se lo reclasificó como un asteroide (A/2017 U1) una semana después.
Con base en las primeras dos semanas de observaciones, la excentricidad orbital de 2017 U1 se calculó en 1.195 ± 0.001, la más alta de cualquier objeto observado hasta ahora en el sistema solar. El poseedor del registro anterior era C/1980 E1, con una excentricidad orbital de 1.057. 
Sin embargo este objeto obtuvo su alta velocidad tras un encuentro cercano con Júpiter. La alta excentricidad de 2017 U1, junto con su dirección de procedencia indican que nunca ha estado gravitacionalmente ligado al sistema solar y, presumiblemente, es un objeto interestelar.

## Observaciones

Animación de Oumuamua pasando a través del sistema solar

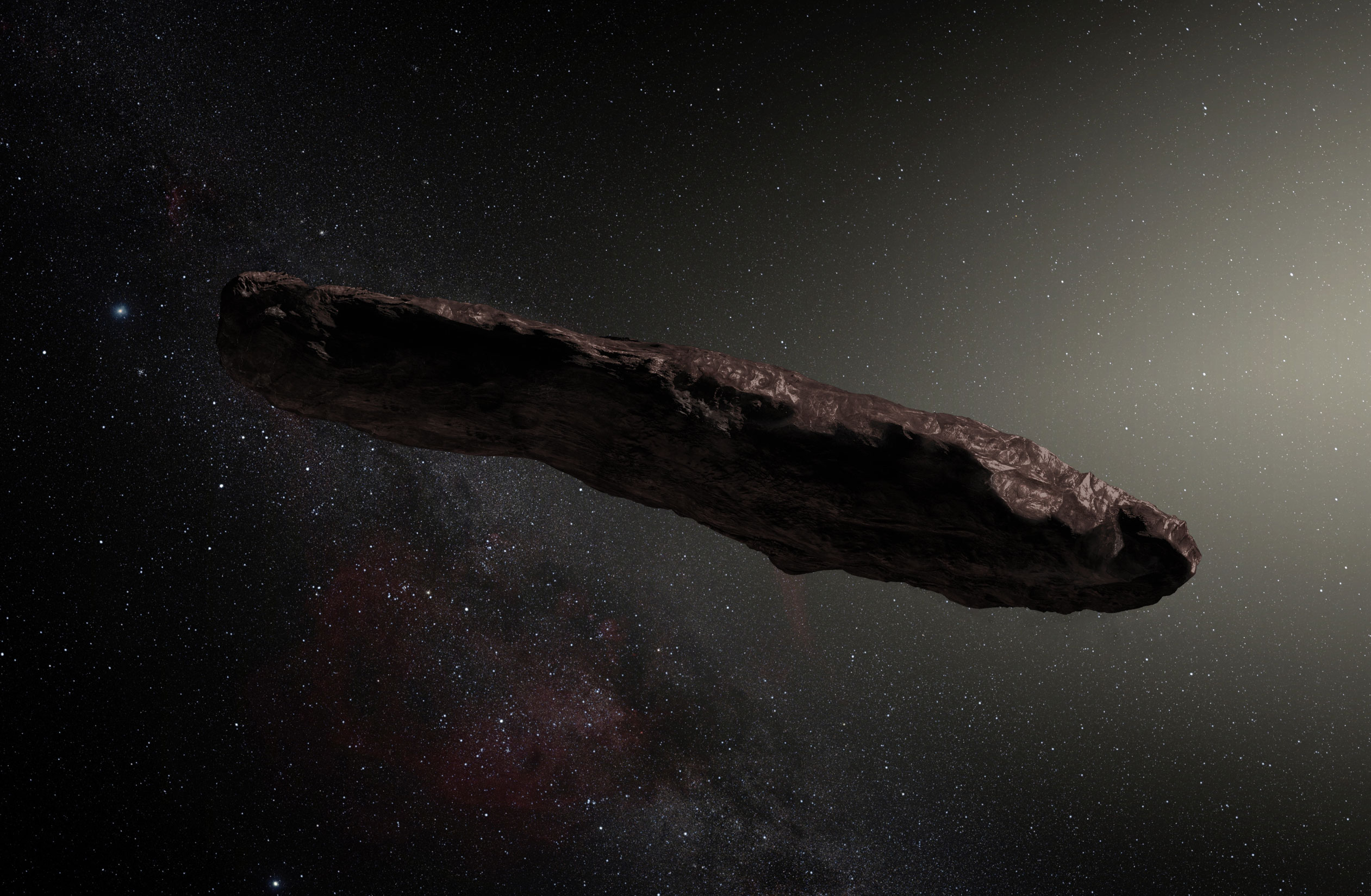
(ESO/M. Kornmesser & nagualdesign) Representación artística de 1I/ʻOumuamua.

Este es probablemente el primer ejemplo de un objeto interestelar que nos visita, que parece provenir aproximadamente de la dirección de la estrella Vega en la constelación de Lira. Esta dirección está cerca del ápex solar, la dirección más probable para las aproximaciones de objetos de fuera del sistema solar. Pero se desconoce cuánto tiempo el objeto ha estado flotando entre las estrellas en el disco galáctico.
El 26 de octubre de 2017 se encontraron dos observaciones precovery del Catalina Sky Survey con fecha del 14 y el 17 de octubre. Un arco de observación de dos semanas ha verificado la naturaleza fuertemente hiperbólica de este objeto.
Suponiendo que es una roca con un albedo del 10 %, entonces tiene aproximadamente 160 metros de diámetro. Los espectros registrados por el telescopio William Herschel de 4.2 metros el 25 de octubre mostraron que el objeto tenía un espectro al rojo como los objetos del cinturón de Kuiper.

### Cálculo mediante regresión y extrapolación
Extrapolando la órbita hacia atrás, se calcula que el asteroide pasó por el perihelio el 9 de septiembre de 2017 y que ha pasado aproximadamente a 0.161 AU (24 100 000 km) de la Tierra el 14 de octubre de 2017. El objeto es pequeño y distante, y ya se ha desvanecido a magnitud aparente 21.
Hace cien años, el objeto estaba aproximadamente a 559 UA (84 000 millones de km =  84 × 109) del Sol y viajaba a 26 km/s con respecto a éste. El objeto continuó acelerando hasta que atravesó el perihelio, donde alcanzó un máximo de 87.7 km/s. Para la fecha del descubrimiento, había disminuido a 46 km/s y continuará desacelerándose hasta que alcance una velocidad de exceso hiperbólica final de 26 km/s. Esta velocidad interestelar está dentro de ~5 km/s de otras estrellas dentro del vecindario estelar del Sol, lo que también indica un origen interestelar. El objeto finalmente se alejará del Sol en un ángulo de 2×acos (1/excentricidad) o 66° desde la dirección de donde proviene. A medida que sale del sistema solar, será alrededor de la ascensión recta 23h 51m y declinación +24° 45' en Pegaso.
El 26 de octubre de 2018, Abraham Loeb y Shmuel Bialy publicaron un artículo en el que planteaban la posibilidad de que el objeto interestelar ʻOumuamua fuese una vela solar artificial impulsada por presión de la radiación solar tras su paso por el perihelio, como explicación a las observaciones de su aceleración no gravitacional. Sin embargo esta teoría ya había sido desmentida meses antes, como explica la astrobiologa  Karen J. Meech en su charla TED del 19 de Julio de 2018, pues a tras su descubrimiento y medición se había detectado que sus dimensiones y propiedades como un cometa interestelar no corresponden a ninguna "vela solar". Sino a un objeto de 1 kilometro de largo y 100 metros de ancho que obtuvo su aceleración por el derretimiento del hielo tras aproximarse a nuestro sistema solar.

## Naturaleza asteroidal
El 25 de octubre de 2017, en imágenes tomadas en el Very Large Telescope (VLT), se encontró que el objeto no mostraba presencia alguna de coma. En consecuencia, el objeto se renombró como A/2017 U1, convirtiéndose en el primer cometa que se volverá a designar como asteroide.
La falta de coma indica que debe haberse formado dentro de la línea de congelamiento del sistema estelar del que se originó, o ha estado en la región interna de ese sistema estelar el tiempo suficiente para que todo el hielo se sublime.

## Nomenclatura
Al ser el primer objeto conocido de su tipo, ʻOumuamua fue un caso único para la Unión Astronómica Internacional, que es la encargada de designar los objetos astronómicos. En principio fue clasificado como cometa C/2017 U1, más tarde fue renombrado como asteroide A/2017 U1, debido a que carecía de la coma. Una vez que se identificó que provenía de fuera del sistema solar, se creó una nueva designación para estos objetos: I. ʻOumuamua, como el primer objeto así identificado, fue designado finalmente como 1I, con las reglas sobre la elegibilidad de los objetos para los números I, y los nombres que se asignarán a otros visitantes objetos interestelares, aún por codificar. El objeto puede ser referido como 1I; 1I/2017 U1; 1I/ʻOumuamua; o 1I/2017 U1 (ʻOumuamua).
El nombre proviene del hawaiano ʻoumuamua, que significa explorador (de ʻou, que significa ‘alcanzar’, y mua, reduplicado por énfasis, que significa ‘primero, antes de’), describiendo que este objeto es como un explorador o mensajero enviado desde el más antiguo pasado para llegar a la humanidad. Se traduce aproximadamente como «primer mensajero distante». El primer signo es una ʻokina hawaiana, no un apóstrofo, y se pronuncia como una oclusión glotal; el nombre fue elegido por el equipo del Pan-STARRS tras consultarlo con Kaʻiu Kimura y Larry Kimura de la Universidad de Hawái en Hilo.
Antes de que se decidiera el nombre oficial, se sugirió el nombre de Rama, nombre dado a una nave extraterrestre descubierta en circunstancias similares en la novela de ciencia ficción de 1973, Cita con Rama, de Arthur C. Clarke.

## Otros objetos interestelares
Los astrónomos estiman que cada año, atraviesan la órbita de la Tierra varios objetos interestelares (como 'Oumuamua), y que otros 10 000 pasan dentro de la órbita de Neptuno constantemente. Si la estimación es correcta, cabría la posibilidad de que en el futuro se pudieran realizar estudios de estos cuerpos. Sin embargo, con la tecnología espacial actual, y a las altas velocidades que alcanzan dichos objetos, las visualizaciones cercanas y las misiones orbitales son un gran desafío, aunque no imposible.
El 27 de noviembre de 2018, Avi Loeb y su becario universitario en Universidad de Harvard, Amir Siraj, propusieron una búsqueda de objetos similares a 1I/ʻOumuamua que se encuentran atrapados en el sistema solar como resultado de la pérdida de energía orbital a través de un encuentro cercano con Júpiter. Llegaron a identificar cuatro candidatos a objetos interestelares atrapados que podrían ser visitados en futuras misiones (2011 SP25, 2017 RR2, 2017 SV13 y 2018 TL6). Los autores señalaron que en futuros mapeos del cielo, como el que se realizará con Gran Telescopio para Rastreos Sinópticos, deberían encontrar muchas más.
En febrero de 2021, cuando se le preguntó a Avi Loeb por el comportamiento de 1I/ʻOumuamua, propuso que la única explicación plausible es que hubiese sido fabricado por una civilización extraterrestre debido a su forma, cómo refleja la luz solar y sus movimientos.
En una alternativa que no requiere una civilización extraterrestre, dos astrofísicos de Yale presentaron una teoría argumentando que ‘Oumuamua tiene la estructura de un iceberg interestelar. La investigación, publicada recientemente como preimpresión y aceptada para su publicación en Astrophysical Journal Letters, rastrea los orígenes de ‘Oumuamua hasta una nube molecular gigante. Estos objetos fantasmales son viveros estelares masivos que pueden extenderse por años luz y contener suficiente gas para formar decenas de miles de estrellas. Pero según la nueva investigación, también podrían escupir icebergs de hidrógeno que se parecen y se comportan mucho como ‘Oumuamua.
«A pesar de que el tema del iceberg de hidrógeno es un poco exótico, explica cada detalle misterioso sobre ‘Oumuamua», dice Darryl Seligman, investigador postdoctoral entrante en la Universidad de Chicago y coautor del artículo con el astrofísico Gregory Laughlin, su asesor de doctorado en Yale. Si Seligman y Laughlin tienen razón, «‘Oumuamua no solo sería el primer objeto interestelar descubierto, sino también el primer iceberg de hidrógeno».